# Paris International 1949
Die Paris International 1949 im Badminton fanden vom 9. bis zum 11. Dezember 1949 in Paris statt.

## Finalresultate
| Disziplin    | Sieger                         | Finalist                       | Ergebnis         |
| ------------ | ------------------------------ | ------------------------------ | ---------------- |
| Herreneinzel | Yat Sun Lau                    | G. Goodchild                   | 15-6, 15-7       |
| Dameneinzel  | Noëlle Ailloud                 | Yvonne Girard                  | 11-4, 6-11, 11-5 |
| Herrendoppel | M. Husainee Yat Sun Lau        | G. Goodchild R. Perry          | 15-6, 15-7       |
| Damendoppel  | Madeleine Girard Yvonne Girard | Noëlle Ailloud Saillour        | 15-8, 15-13      |
| Mixed        | M. Husainee Madeleine Girard   | Michel Le Renard Yvonne Girard | 15-8, 15-8       |